# Zelotes minous
Zelotes minous este o specie de păianjeni din genul Zelotes, familia Gnaphosidae, descrisă de Maria Chatzaki în anul 2003. Conform Catalogue of Life specia Zelotes minous nu are subspecii cunoscute.